# Tilbage til byen
|  | Denne artikel er oprettet af botten PalnaBot ud fra en ekstern database. Den kan derfor have sproglige fejl eller mangler. Denne skabelon kan fjernes efter kontrol af indholdet. |

Tilbage til byen er en animationsfilm fra 2001 instrueret af Michael W. Horsten efter manuskript af Michael W. Horsten og Naja Marie Aidt.

## Handling
Alice skal flytte med sine forældre fra storbyen og ud på landet. Det er svært at skilles fra vennerne ' og ikke let at skulle møde helt nye omgivelser. Modstanden mod at skulle flytte på landet bliver hængende langt hen ad vejen, men heldigvis viser det sig, at der også findes positive ting det nye sted. Både dyr ' og en veninde dukker op, og så kan man jo planlægge i fremtiden at tage tilbage til byen til alle de gamle kammerater.